# ル・マン式スタート

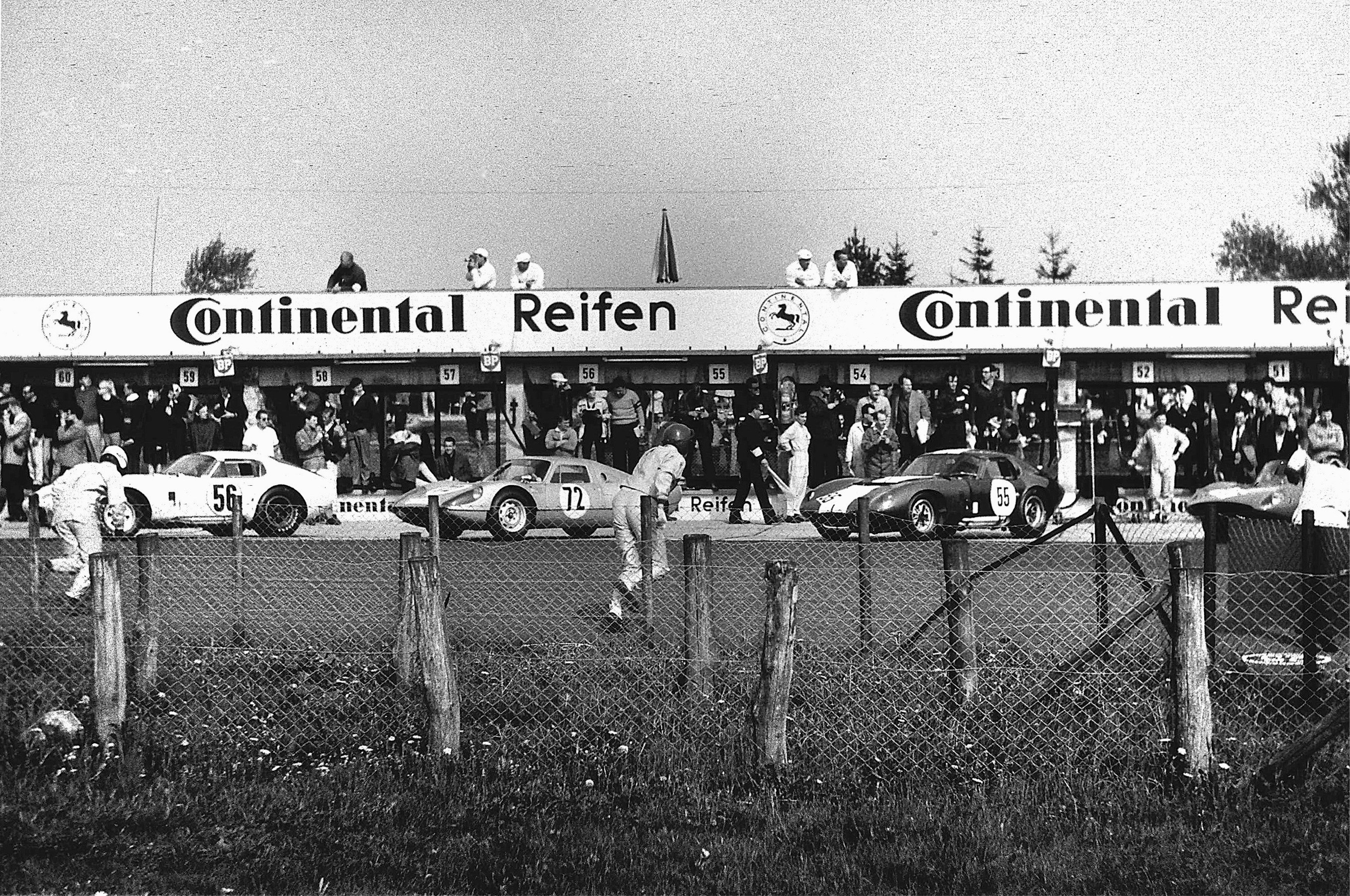
ル・マン式スタート（1965年）

ル・マン式スタート（ル・マンしきスタート）とは、自動車・オートバイ等のレースにおけるスタート方式の一つ。スタートする際に出走車両はピットもしくはホームストレート前にグランドスタンドを向くように一列に並べられ、スタートの合図でドライバーまたはライダーが自分の出走車両に向かって、グランドスタンド側からコースを横切って乗り込み、スタートする方式のことである。

## 自動車レースでの退潮
ル・マン24時間レースで長年伝統的に使われて来たことが名前の元になっているが、初回1923年のル・マン24時間レースでは通常のグリッド式スタンディングスタートであった。
その後自動車の始動性、乗り込みやすさなどを評価する観点から採用されたが、シートベルトを装着しないでスタートするドライバーがいたり、後方の車両が早く出て混乱するなど危険が多いことが知られていた。
1969年のル・マン24時間レースにおいてジャッキー・イクスがスタートの危険を避けるためにゆっくり歩いて乗り、シートポジションを確認し、シートベルトを装着し、精神的に落ち着き、他の44台が走り去った後に出発した。この時も最初の周回中にジョン・ウルフ（John Woolfe）が乗るポルシェ・917の10号車がメゾン・ブランシュを曲がりきれずに土手に突っ込みジョン・ウルフが死亡する事故となっている。
このことからル・マン24時間レースでも1971年のル・マン24時間レースから通常のローリングスタートとなり、その後はバイクレースでのみ使われるようになっている。
ただしその後も、「スタート前のセレモニー時に、グランドスタンドを向くようにマシンを一列に並べる」スタイルはル・マン24時間レースで引き続き採用されており、FIA 世界耐久選手権でも、2015年よりシリーズ全戦で同スタイルによるスタート前セレモニーを行う。